# Ruggero Maregatti
Ruggero Maregatti (Milano, 14 luglio 1905 – Milano, 20 ottobre 1963) è stato un velocista e lunghista italiano, medaglia di bronzo con la staffetta 4×100 metri italiana, ai Giochi olimpici di Los Angeles 1932.

## Biografia
Gareggiò per il G.S. Officine Meccaniche nel 1927/28, per l'Ambrosiana dal 1929 al 1932, e per la Pro Patria nel 1933.
Oltre alla staffetta, partecipò a competizioni anche nei 100 e nei 200 metri piani, nonché nel salto in lungo.
Venne sepolto al Cimitero Maggiore di Milano, ove i resti vennero poi tumulati in una celletta.

## Palmarès
| Anno | Manifestazione  | Sede        | Evento      | Risultato | Prestazione | Note |
| ---- | --------------- | ----------- | ----------- | --------- | ----------- | ---- |
| 1932 | Giochi olimpici | Los Angeles | 4×100 metri | Bronzo    | 41"2        |      |

## Campionati nazionali
1926
- Argento ai campionati italiani assoluti, 100 m piani
- Bronzo ai campionati italiani assoluti, 200 m piani
- Oro ai campionati italiani assoluti, staffetta 4x100 m - 43"2/5

1930
- Oro ai campionati italiani assoluti, staffetta 4x200 m - 1'31"1/5

1931
- Bronzo ai campionati italiani assoluti, staffetta 4x100 m - 47"2/5
- Oro ai campionati italiani assoluti, staffetta 4x200 m - 1'30"1/5

1932
- Argento ai campionati italiani assoluti, 200 m piani - 22"4/5
- Argento ai campionati italiani assoluti, staffetta 4x100 m - 43"4/5

1933
- Oro ai campionati italiani assoluti, staffetta 4x100 m - 43"2/5